# Stazione orbitale lunare
La stazione orbitale lunare (ЛОС/LOS; in russo Лунная орбитальная станция, Lunnaja orbital'naja stancija; in inglese Lunar Orbital Station) è il progetto, concepito in Russia, di una stazione spaziale in orbita intorno alla Luna. Il progetto è stato presentato a novembre 2007 in occasione della settima conferenza scientifica sui voli spaziali pilotati, che si è tenuta al Centro di addestramento cosmonauti Jurij Gagarin presso la Città delle Stelle.
La stazione è una delle due parti pianificate per l'infrastruttura lunare russa, insieme alla base sulla superficie lunare. LOS avrà sei porte di attracco, di una antenna ad alta potenza per le comunicazioni, e di motori per manovra e controllo d'assetto, pannelli solari e un braccio robotico, simile a quello sviluppato dall'Agenzia spaziale europea (ESA), per il segmento russo della Stazione spaziale internazionale. La stazione dovrebbe essere lanciata tramite una versione potenziata del razzo Angara.